# Джорджо I Гизи

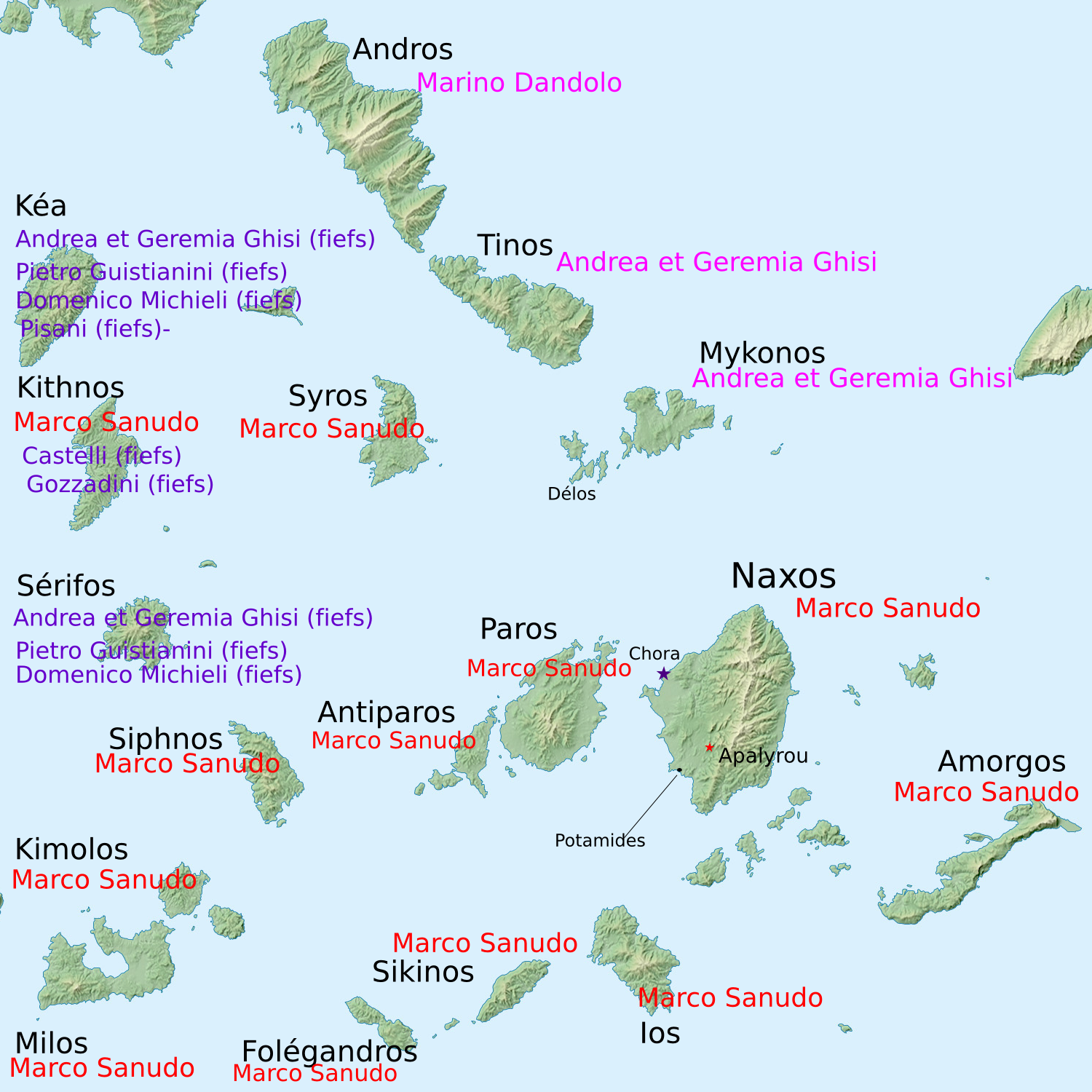

Джорджо I Гизи (Giorgio I Ghisi) (погиб в битве при Кефиссе 15 марта 1311) — триарх южной части Эвбеи (по правам жены), сеньор Тиноса и Миконоса, барон Халандрицы.
Сын Бартоломео Гизи (ум. 1303), сеньора Тиноса и Миконоса, правнук Андреа Гизи — завоевателя этих островов в 1207 году во время Четвёртого крестового похода.
Около 1280 г. женился на дочери и наследнице Ги де ла Тремойля и получил в приданое Халандрицу — одну из 12 бароний Ахейского княжества.
В 1292 г. напал на вооружённый отряд каталанского адмирала Рожера де Лауриа, высадившийся возле Пилоса. Попал в плен и был освобождён за выкуп в 10 тысяч иперпиров.
Через какое-то время после смерти жены (1288) потерял Халандрицу. По мнению историка К.Хофа, не подкреплённому документально, уступил баронию двум своим зятьям — Пьетро далле Карчери (триарху центральной Эвбеи) и Мартино Цаккариа (сеньору Хиоса).
Около 1299 года женился вторым браком на Аликс далле Карчери, дочери и наследнице Нарцотто далле Карчери, триарха южной Эвбеи.
Весной 1302 года во время войны Венеции с Византией вместе с Беллето Джустиньяни и Бартоломео Микьеле отвоевал у византийцев острова Кеа и Серифос, и при дележе добычи удержал за собой их большую часть.
После смерти отца (не ранее сентября 1302) унаследовал родовые владения — острова Тинос и Миконос.
Погиб 15 марта 1311 года в битве при Кефиссе.
Дети от второй жены:
- Бартоломео II (ум. 1341), триарх Эвбеи, сеньор Микен
- Марино, сеньор Тиноса
- Филиппа, жена Даниэле Брагадина, патриция Венеции
- Аликс, жена Руджиеро Премарина, патриция Венеции.